# Super Mario Run
Super Mario Run (スーパーマリオラン Sūpā Mario Ran?) (estilizado como SUPER MARIO RUN) es un videojuego de plataformas diseñado por Nintendo para dispositivos móviles. Fue anunciado el 7 de septiembre por Shigeru Miyamoto durante la conferencia de Apple en San Francisco. El lanzamiento se dio el 15 de diciembre de 2016 para los dispositivos iOS, mientras que para el sistema Android se lanzó el 23 de marzo de 2017. Es el segundo de 5 juegos desarrollados con DeNA para móviles, junto con Miitomo y Fire Emblem Heroes.

## Sistema de juego
Se trata de un videojuego de plataformas en el cual Mario, personaje protagonista, corre de forma automática de izquierda a derecha, permitiendo de esta forma controlarlo con una sola mano mediante toques en la pantalla para realizar saltos, y si se mantiene el contacto con la pantalla, da saltos más altos. Se mantiene el estilo de otros juegos de la misma serie, donde se debe maniobrar el personaje sobre enemigos, monedas y peligros en el camino. La meta es que el jugador logre que Mario llegue a salvo a través del nivel en curso en el menor tiempo posible.

## Personajes
- Mario: El personaje principal del juego. Este personaje puede realizar un giro en el aire, permitiéndole mantenerse un segundo en el aire antes de caer. Al comer champiñones, aumentará de tamaño de modo que, cuando un enemigo lo toque, Mario se encogerá de nuevo a su tamaño normal. Si es atacado siendo pequeño, morirá.
- Luigi: El hermano menor de Mario y tiene las mismas características de Mario en cuanto a lo de comer champiñones se refiere. Luigi puede dar saltos más altos alcanzando monedas más difíciles. Para desbloquear este personaje, hay que construir su casa reclutando 150 Toads verdes y púrpuras en las carreras.
- Peach: La bella princesa del Reino Champiñón. Este personaje puede planear cuando está en el aire gracias a la falda de su vestido y para desbloquearlo hay que pasarse los Seis mundos de la historia y liberarla de Bowser.
- Toad: Uno de los habitantes del Reino Champiñón. Corre a una velocidad increíble, superando a otros personajes del juego. Se desbloquea vinculando tu cuenta de Nintendo con el juego.
- Toadette: Otro de los habitantes del Reino Champiñón. Para desbloquearlo hay que construir su casa tras conseguir 200 Toads de los cinco colores.
- Yoshi: Es el mejor amigo de Mario. Este personaje puede ejecutar el salto pedaleo cuando está en el aire, y además, los enemigos u obstáculos con picos no le afectarán en nada. Se desbloquea construyendo su casa. Este personaje también tiene su variedad de colores en azul, amarillo, rojo y púrpura y hay que construir la casa de cada uno de los Yoshi para jugar con el del respectivo color.
- Daisy: Es la mejor amiga de Peach y gobernante de Sarasaland. Su talento especial en el juego es el salto doble, de modo que cuando salte una vez, podrá ejecutar un segundo salto para llegar más alto. Se desbloquea terminando el modo Remix 10.

## Desarrollo
Super Mario Run es un videojuego de plataformas en 2.5D, un formato que se asemeja a los títulos de la saga New Super Mario Bros.. El equipo de desarrollo está formado por miembros veteranos de la franquicia Mario, destacando a Takashi Tezuka como diseñador principal y Shigeru Miyamoto como productor. Ambos han trabajado en varios títulos importantes de la saga a lo largo de los años, como el clásico Super Mario Bros. y su secuela Super Mario Galaxy.
En una entrevista con la revista Time, Shigeru Miyamoto explicó que la decisión de crear Super Mario Run fue el resultado de años de trabajo con Apple para adaptar una de las franquicias más icónicas del videojuego al formato de móviles. El juego está diseñado específicamente para dispositivos iOS, haciendo uso de los controles táctiles de los smartphones. Miyamoto también reveló que el título estaría vinculado al servicio My Nintendo, lo que permitiría a los jugadores desbloquear contenido exclusivo y participar en eventos especiales.
La colaboración con Apple fue un factor crucial para el desarrollo del juego, ya que ambas compañías comparten una filosofía de accesibilidad y calidad en sus productos. Esta exclusividad temporal con Apple permitió que Super Mario Run fuera lanzado inicialmente solo para dispositivos iOS, antes de expandirse a otras plataformas como Android en marzo de 2017. Esta estrategia ayudó a maximizar la visibilidad y popularidad del juego durante su lanzamiento inicial.

## Lanzamiento
El juego fue lanzado en modo prerreserva para los usuarios de dispositivos iOS tras su anuncio oficial el 7 de septiembre de 2016 y consiguió 20 millones de usuarios inscritos para notificar su lanzamiento el 15 de diciembre de 2016.
El juego de Nintendo consiguió una notable valoración por parte de los medios especializados consiguiendo una nota media agregada en Metacritic de 77/100. No obstante, los jugadores fueron mucho más críticos y le otorgaron una valoración media de 2,5/5. México fue el país en el que los usuarios valoraron mejor el juego Super Mario Run con una nota de 2,8/5, mientras que los usuarios rusos fueron los más exigentes otorgándole una nota media de 1,5/5, tal y como informa la herramienta de monitorización de apps TheTool.
A pesar de la baja puntuación recibida, el éxito a nivel de descargas fue notable. Según reporta el servicio de tracking de apps Apptopia, se consiguieron más de 2,85 millones de descargas en el día de su lanzamiento, superando así el récord previamente conseguido por Pokémon Go.
Durante los tres primeros días, y de acuerdo con la firma de analítica de aplicaciones móviles App Annie, el juego consiguió 37 millones de descargas, y un millón de los usuarios que lo descargaron adquirió la versión completa del juego, lo que supuso unos ingresos de 14 millones de dólares en ventas.
Por su parte, la propia Nintendo anunció que, tras la primera semana en Apple App Store, Super Mario Run alcanzó los 50 millones de descargas, convirtiéndose en la app de mayor crecimiento en Apple App Store en su primera semana de lanzamiento. 
Tres meses después, el 23 de marzo de 2017 se lanzó para teléfonos con sistema Android.

## Recepción
Tras su lanzamiento, Super Mario Run recibió "críticas generalmente positivas" de los críticos, con una puntuación hecha por Metacritic de 76/100. Glixel afirmó que si bien el juego era "engañosamente simple" de jugar para llegar al final de un nivel, era "realmente satisfactorio trabajar en la verdadera esencia del juego". IGN estuvo de acuerdo, citando las cualidades adictivas del juego y la alta rejugabilidad en sus desafíos adicionales de recolección de monedas, elogiando el juego por capturar con éxito el encanto de Super Mario, pero criticándolo por carecer de originalidad en las ideas de juego que generalmente vienen con las nuevas entradas de la serie.
Si bien el juego recibió críticas positivas de las publicaciones, los jugadores fueron más críticos.La BBC señaló que la calificación del juego en la App Store impulsada por los usuarios después de tres días de lanzamiento fue de 2,5 estrellas sobre 5, y las quejas más comunes fueron la necesidad de una conexión constante a Internet y el precio fijo de 10 dólares en comparación con juegos similares en la tienda.El modo Toad Rally del juego fue un punto de división para los jugadores, ya que mientras algunos elogiaron el modo, otros expresaron su preocupación de que sus características competitivas impidieran que los jugadores sin una gran habilidad pudieran avanzar en el desarrollo de su Reino Champiñón, así como del sistema de entrada Rally Ticket parece innecesario para un juego sin microtransacciones.
El analista de la industria Michael Pachter sugirió que las bajas calificaciones de los usuarios reflejan el enfoque no tradicional de punto de compra único para la monetización, y que los jugadores móviles son más receptivos a los juegos gratuitos que brindan una mayor cantidad de contenido gratuito antes de cualquier microtransacción es necesaria para continuar.GamesIndustry.biz estuvo de acuerdo y señaló que los jugadores móviles han sido muy críticos con los juegos con muros de pago "duros" que requieren compras dentro de la aplicación para continuar, y los últimos años de juegos móviles gratuitos han creado consumidores que no están dispuestos a pagar por dispositivos móviles. juegos, un factor con el que Nintendo tendrá que lidiar para sus futuras aplicaciones.Polygon consideró que, basándose en los comentarios negativos de los jugadores, Nintendo mantuvo demasiadas prácticas propias para sus consolas y dispositivos portátiles, como el uso del sistema Friend Code y la falta de expansiones planificadas, también en Super Mario Run como evitar las prácticas típicas de juegos móviles, y creía que Nintendo debería haber trabajado mejor para adaptar el juego a las expectativas de los jugadores móviles.Respondiendo a las quejas de los jugadores, Miyamoto reconoció que Nintendo había cometido un error con el precio del juego.En The Game Awards 2017, fue nominado como "Mejor juego móvil".